# Pachycondyla tarsata
Pachycondyla tarsata är en myrart som först beskrevs av Fabricius 1798.  Pachycondyla tarsata ingår i släktet Pachycondyla och familjen myror.

## Underarter
Arten delas in i följande underarter:
- P. t. delagoensis
- P. t. mediana
- P. t. robusta
- P. t. striata
- P. t. striatidens
- P. t. subopaca
- P. t. tarsata

## Bildgalleri

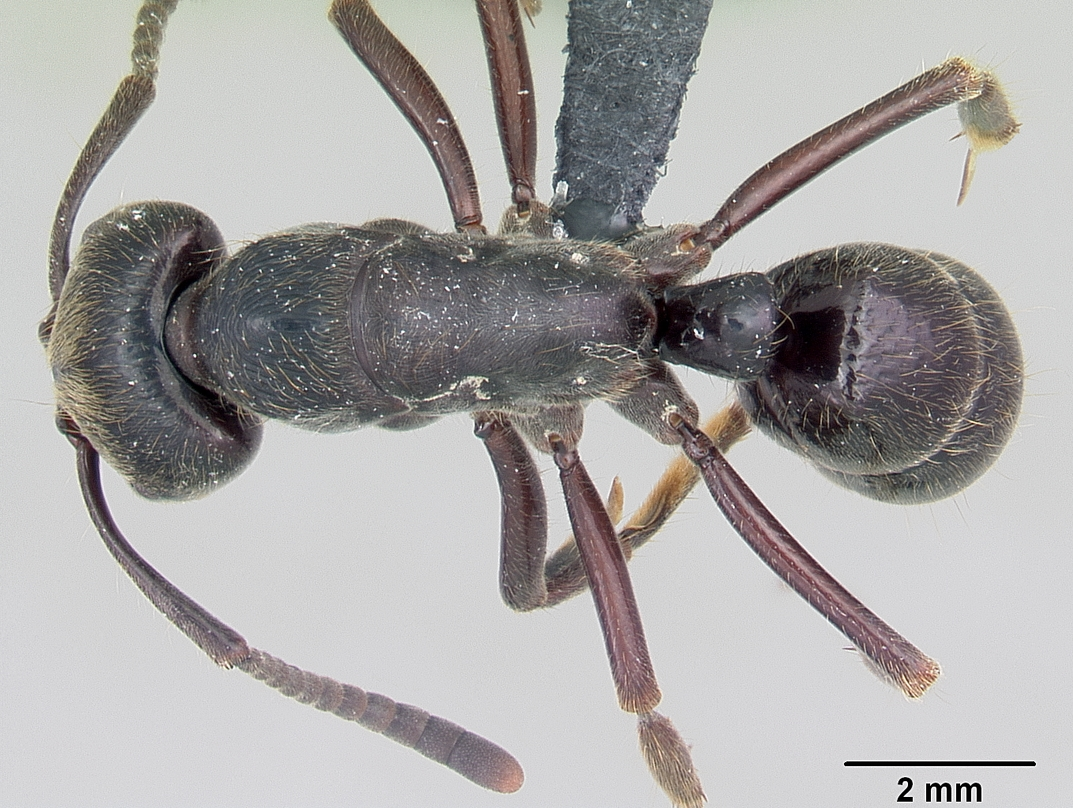
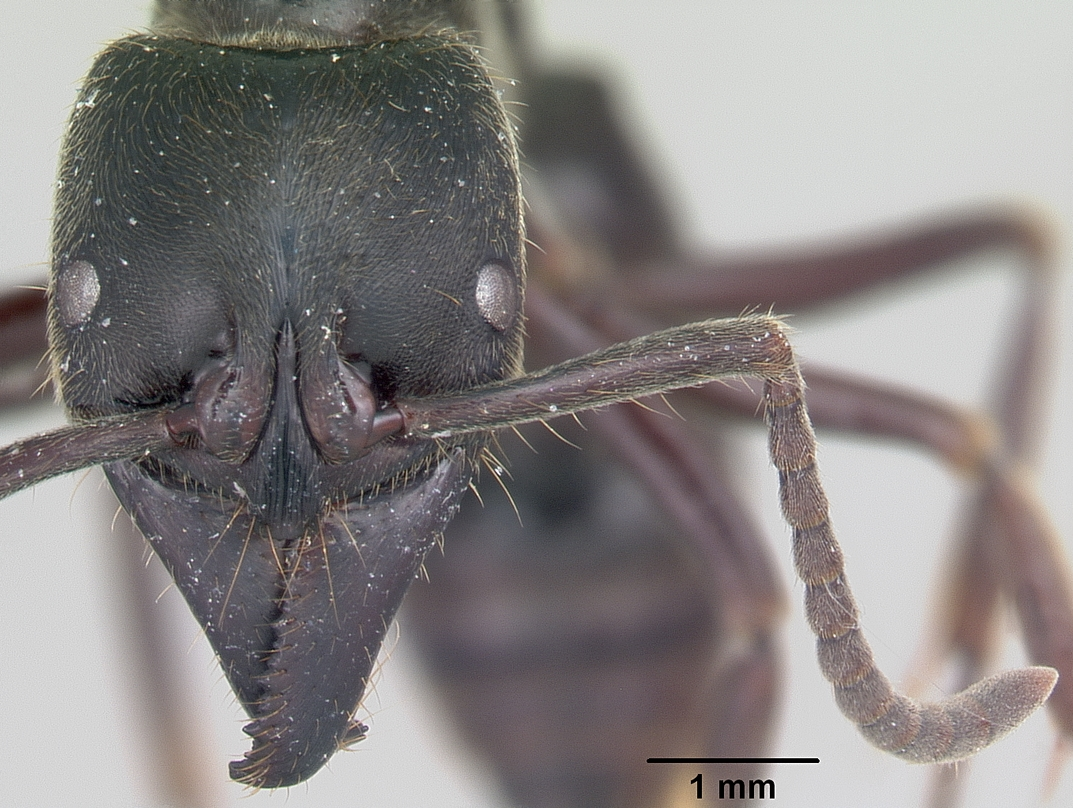
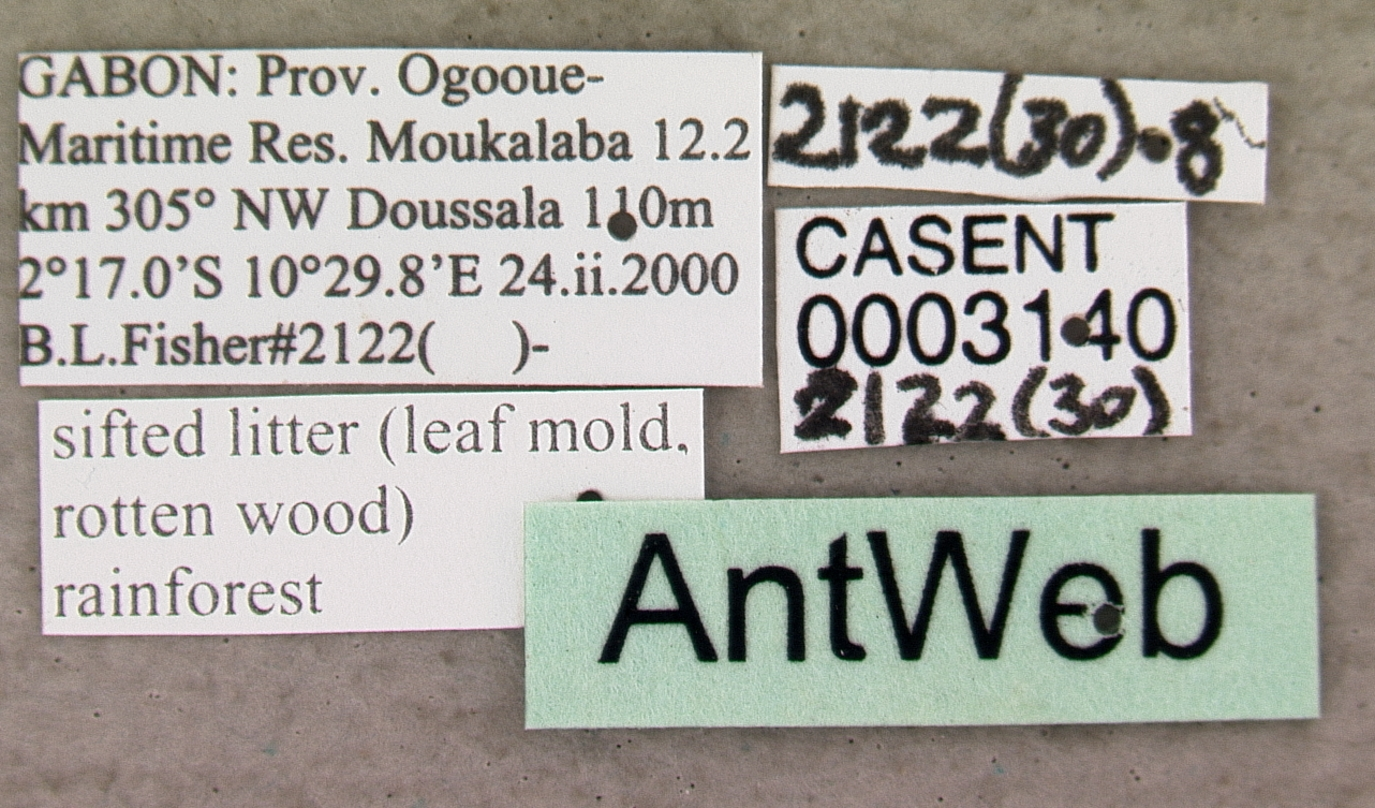
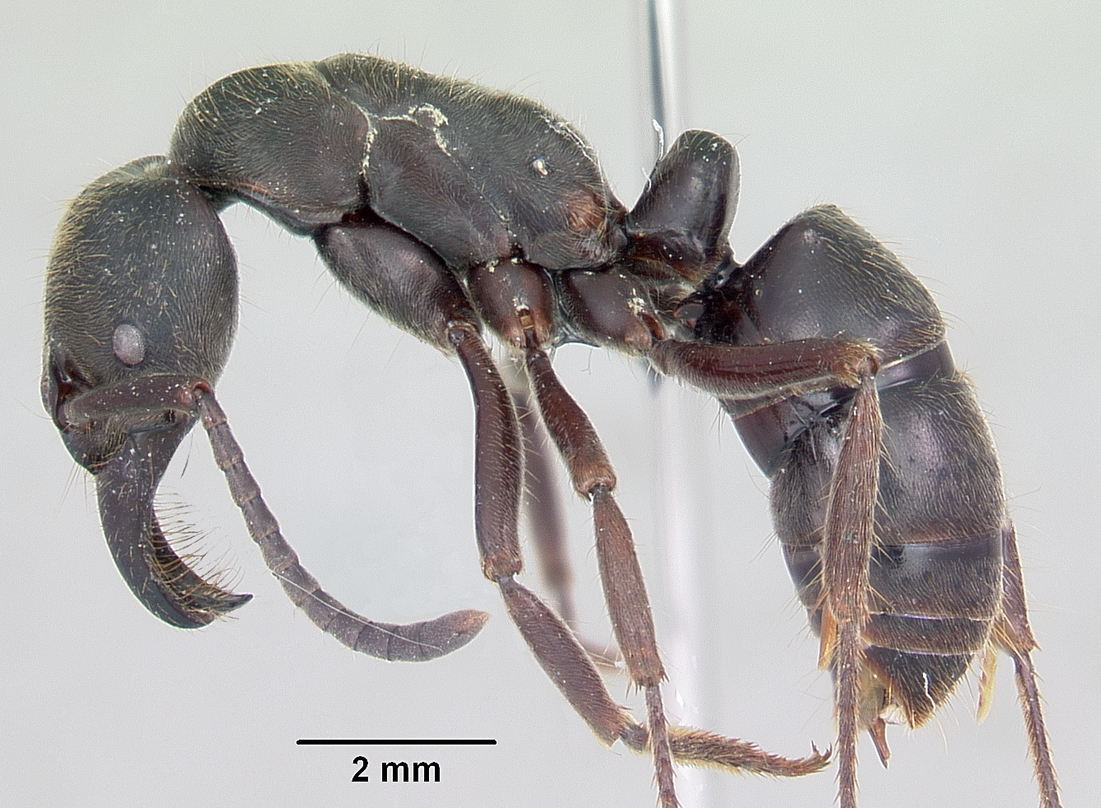
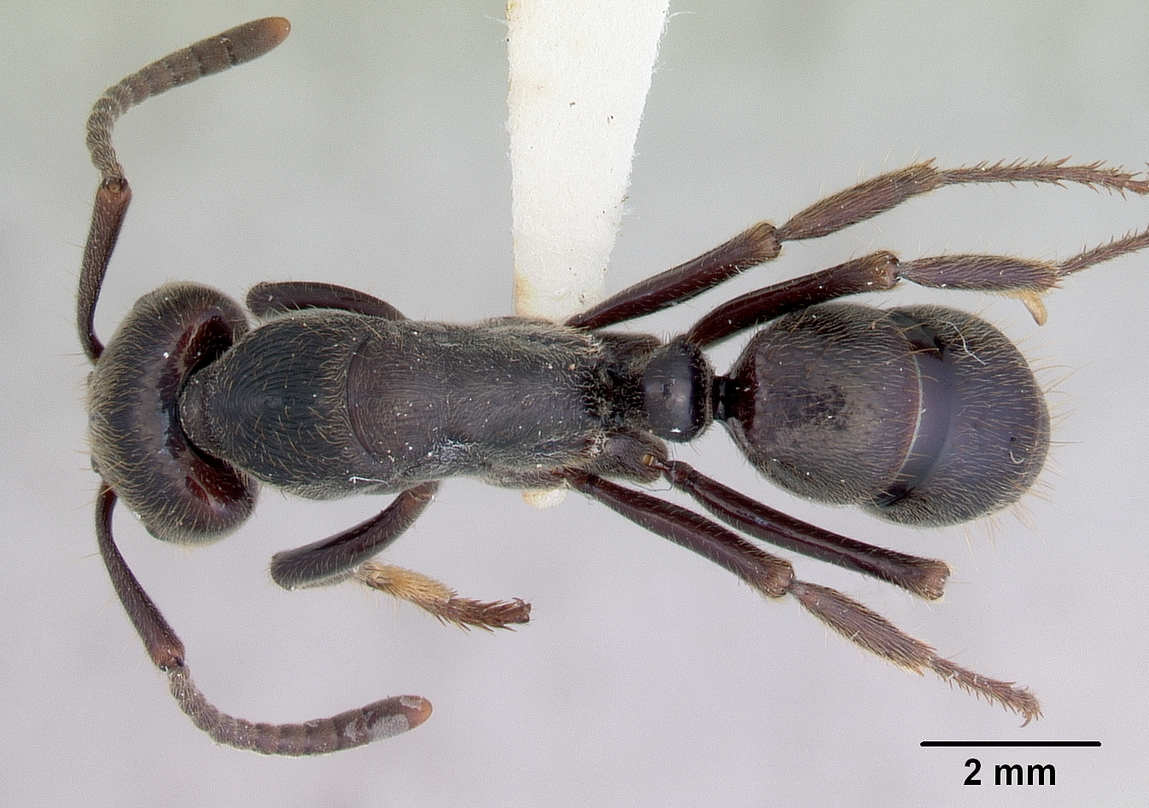
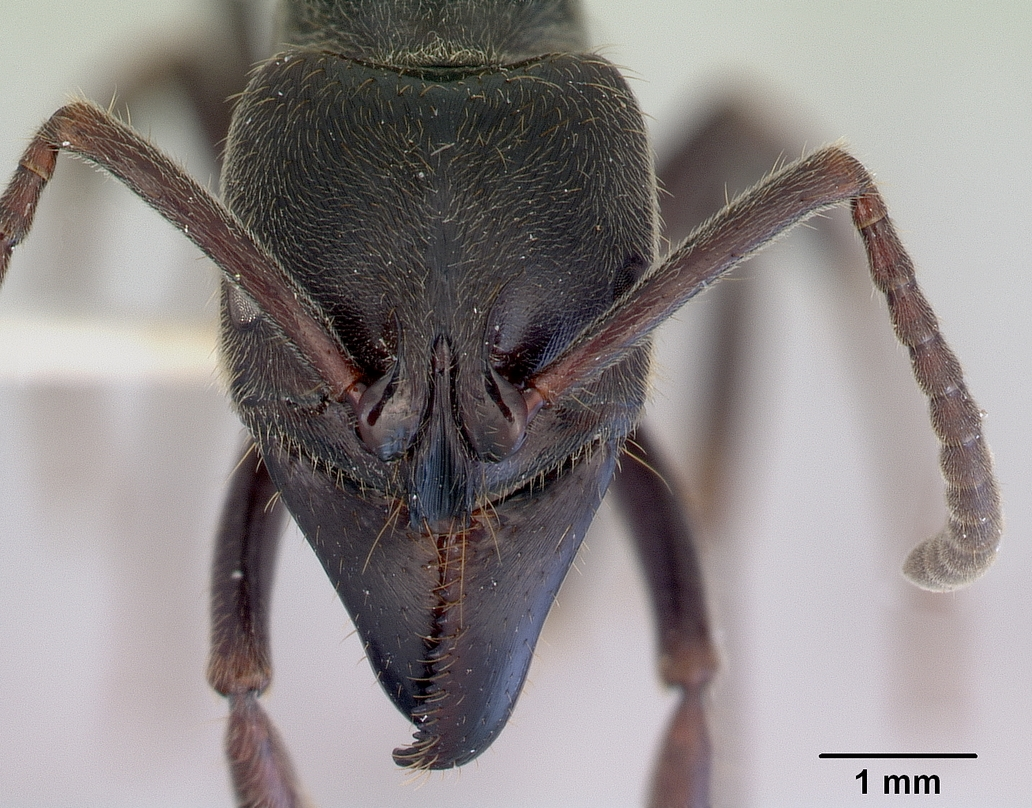